# Карамел
Карамелът е кафяво вещество със сложен състав, което се получава от действието на топлината върху захарта. Още се нарича горена захар.
Получава се чрез бавното загряване на захарта до около 170 °C, при което тя се разтапя, придобивайки специфичен цвят и аромат. При охлаждане карамелът се втвърдява, като стъкло.

## Карамелът в сладкарството
Използва се в сладкарската промишленост като подсладител и оцветител, под формата на течен карамелен топинг или на натрошени парченца твърд карамел. Рецепти, в които карамелът играе основна роля, са крем карамел, крем брюле, различни рецепти за печени и карамелизирани плодове (ябълки, сливи, тиква) и карамелизирани ядки (лешници, орехи, т.нар. крокан).
Карамелът често се използва за пълнеж на шоколадови бонбони, както и за основен материал за карамелени бонбони – меки (тип „лакта“), дъвчащи или твърди за смучене.

## Други приложения
Тъй като докато изстива карамелът е лепкав, той намира приложение в козметиката като популярно средство за обезкосмяване, особено в домашни условия. За целта се приготвя кола маска от приблизително пет части захар, една част лимонена киселина и една част вода, които се загряват, докато захарта се карамелизира.

## Карамелът в изкуството
- „Caramel“ е заглавието на една от най-известните песни на Сюзан Вега.